# Afrikai sertéspestis

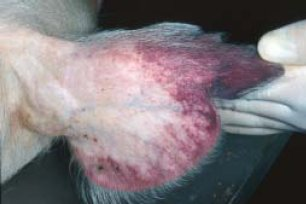
A fülek vöröses-lilás elszíneződése a betegség egyik jellemző tünete

Az afrikai sertéspestis a házi sertések és különféle vad disznófajok fertőző megbetegedése. Tünetei és lefolyása nagyon hasonlít a klasszikus sertéspestiséhez. Kórokozója az Asfarviridae családba tartozó, kettős szálú DNS-genommal rendelkező afrikai sertéspestisvírus. A betegség eredetileg Afrikából származik, az 1950-es években került Európába. 2007-től Grúziából kiindulva általánosan elterjedt Kelet- és Közép-Európában, majd a Távol-Keleten, jelentős gazdasági károkat okozva, mert terjedését csak az érintett sertésállományok leölésével lehet hatékonyan meggátolni. Emberre nem ragályos.
Az afrikai sertéspestis bejelentési kötelezettség alá eső betegség.

## Tünetek

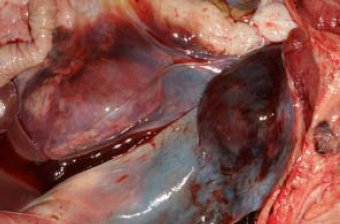
Duzzadt vese és izombevérzések válnak láthatóvá egy elhullott állat boncolásakor

A lappangási idő 3-15 nap között változhat, de a súlyos akut megbetegedés esetén csak 3-4 nap.
Az erősen virulens vírustörzsek által okozott perakut (túlheveny) betegségváltozat igen gyors lefolyású. A magas láz, bágyadtság jelentkezése után 48 órával 100%-ban beáll a halál. A valamivel enyhébb akut fertőzés szintén magas, 42 °C-os láz formájában jelentkezik, de az első pár napban más jelentős tünet nem figyelhető meg. Az állatok ezt követően fokozatosan elvesztik az étvágyukat, bágyadttá válnak. A fehér bőrű fajtáknál látható lesz, hogy az orrvég, fül, farok kékeslilássá válik, a fülön és a hason bevérzések keletkeznek. Az állat remeg, abnormálisan veszi a levegőt, orra vérezhet, véres hasmenése lehet, néha köhög; a többedmagukkal tartott sertések összebújnak. Ha felállítják, bizonytalanul áll a lábain. Néhány napon belül kómás állapotba kerülnek majd elpusztulnak. A vemhes kocák elvetélhetnek. A mortalitás ebben az esetben is 90%-os.
A fertőzés enyhébb változatában a sertések lefogynak, tüdőgyulladás léphet fel, a bőrön fekélyek keletkezhetnek,  ]ízületeik megduzzadnak.
Az afrikai sertéspestis tünetei nagyon hasonlítanak a klasszikus sertéspestiséire, bár kórokozóik nem rokonai egymásnak. Biztos diagnózis csak laboratóriumi vizsgálattal (ELISA, PCR, vírusizoláció) lehetséges.

## Terjedése

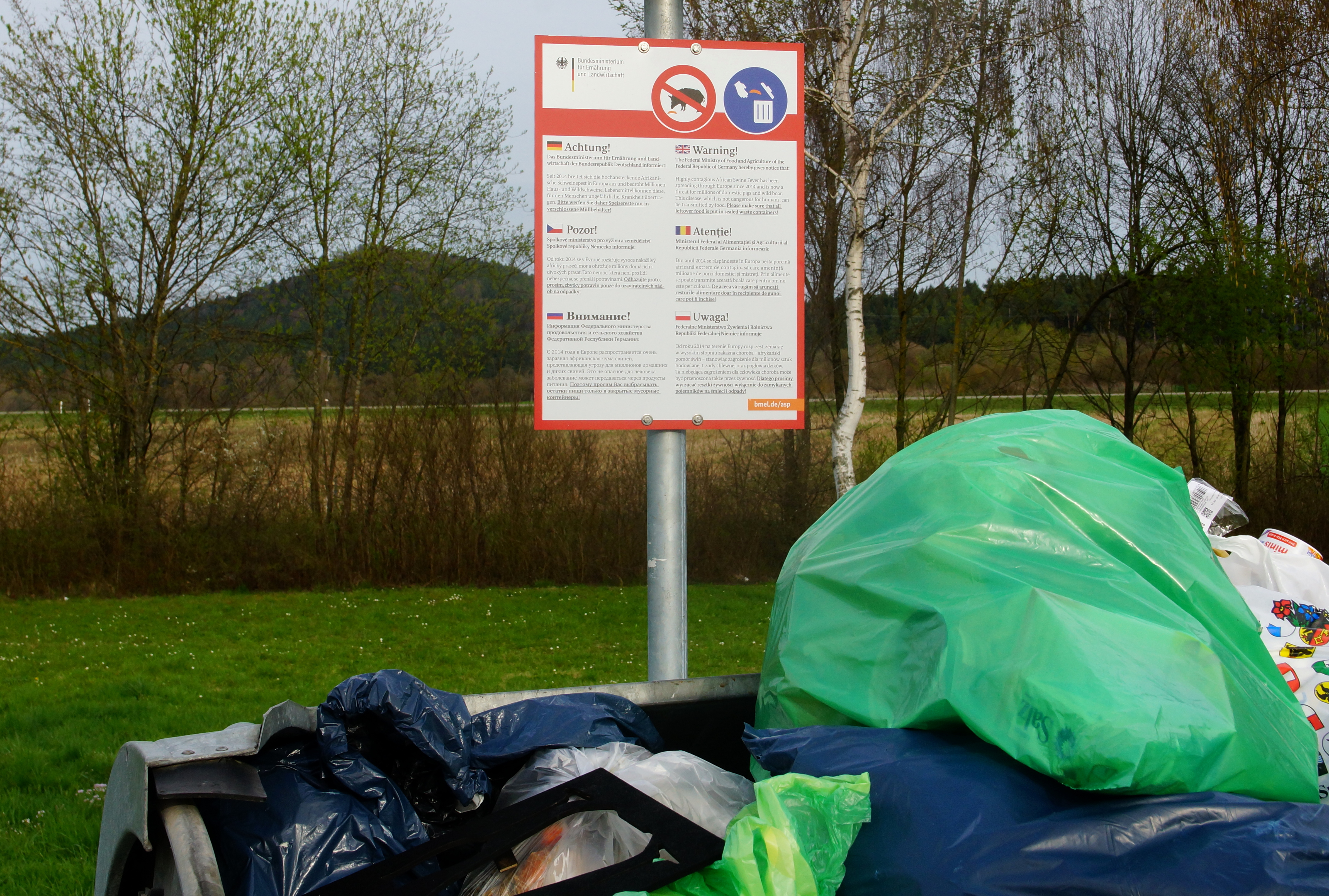
A kirándulókat figyelmeztető tábla Németországban, hogy ne dobjanak el élelmiszert vaddisznóknak is hozzáférhető formában

A vírus kullancsok által vagy a fertőzött sertéssel, annak ürülékével, testfolyadékaival (vérrel, vizelettel, nyállal, orrváladékkal, ondóval, hüvely- és méhváladékkal) való közvetlen vagy közvetett érintkezés révén terjed, de az állatok a fertőzött hús/hústermék fogyasztásával is elkaphatják a betegséget. A kórokozó az ürülékben kb. 11 napig, hústermékekben hónapokig, fagyasztott húsban akár évekig is életképes maradhat. A fertőzés gyanúja esetén az állat legalább három napos karanténba zárása szükséges.
Az afrikai sertéspestis kevésbé fertőző, mint a klasszikus sertéspestis, cseppfertőzéssel nem terjed. A vaddisznók közül többnyire egy-egy állat betegszik meg, és társai csak akkor kapják el a fertőzést, ha az már elpusztult, és közelről szagolgatják a tetemét vagy beleesznek.
2021-ig még nem fejlesztettek ki kereskedelemben is hozzáférhető, hatékony oltóanyagot az afrikai sertéspestis ellen. Az eddigi tapasztalatok szerint a betegségen átesett sertések immunitása vírustörzs-specifikus. 2020-ban jelentették, hogy sikeres kísérletek folynak a kórokozó egyik igen virulens, Georgiában izolált törzse elleni vakcinával.
A vírus igen ellenálló a környezeti hatásokkal szemben. Hőinaktiválásához legalább 70 percig kell 56 °C-on, vagy legalább 20 percig 60 °C-on tartani. Az enyhébb fertőtlenítőszerek nem pusztítják el; a hatékonyak közé tartozik a nátrium-hidroxid 0,8%-os oldata (legalább 30 perc), 2,3%-os nátrium-hipoklorit (hipó; 30 perc), a 0,3%-os formalin (30 min), a 3%-os ortofenilfenol (30 min), illetve a jódos fertőtlenítők. A vírus 3,0-13,4 Ph között életképes.

## Kórokozó

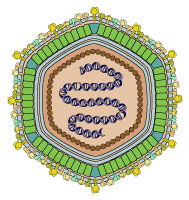
Az afrikai sertéspestis-vírus szerkezete

A betegséget az Asfarviridae családba tartozó afrikai sertéspestisvírus (angolul African swine fever virus, ASFV) okozza, melynek virionja viszonylag nagy, ikozaéder alakú, kívülről lipidburok borítja. Genomja lineáris, kettős szálú DNS-ből áll és több mint 180 gént tartalmaz; a gének száma kissé eltér a különböző izolátumok között. Az ASFV hasonlít más nagy DNS-vírusokra, mint pl. a himlővírusok, az iridovírus, vagy a mimivírus. A többi, vérzéses lázat okozó vírushoz hasonlóan főleg a monocitákban és makrofágokban szaporodik. A gazdasejtbe egy sejtfelszíni receptorhoz kapcsolódva kerül be, de az endocitózis pontos mechanizmusa egyelőre nem ismert.
A vírus génjei által kódolt fehérjék közé tartoznak azok az enzimek, amelyekkel lemásolja, illetve proteinné írja át a genomját, egy DNS-javító enzim, struktúrproteinek, valamint számos egyéb fehérje, ami nem alapvetően fontos a replikációhoz, hanem a fertőzőképesség és az immunrendszer elleni védekezés céljait szolgálja. A replikáció a sejtmag közelében zajlik és egy pontosan szabályozott, legalább négy fázisból (transzkripciós-azonnali, korai, középső, kései fázisok) álló folyamat. A kései fázisban összeszerelődnek a virionok (még mindig a sejtmagközeli régió endoplazmatikus retikulumán), majd a mikrotubuláris hálózat mentén a sejtmembránhoz szállítódnak, ahol bimbózással hagyják el a sejtet; ezáltal a virion egy külső lipidburokra tesz szert. A replikációs ciklus előrehaladtával a sejt saját szervecskéi módosulnak vagy egyes esetekben elpusztulnak. Egyes vírusfehérjék gátolják a fertőzött makrofág belső jeladási mechanizmusait, akadályozva ezzel a megfelelő immunválaszt. Más proteinek a sejt "öngyilkosságát" az apoptózist gátolják meg.

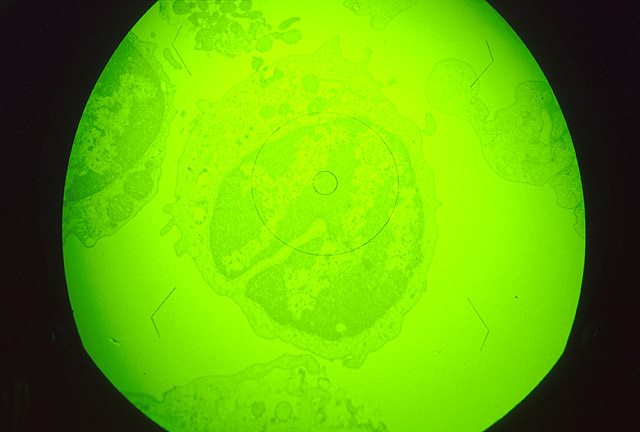
ASFV által megfertőzött makrofág

A p72 nagy kapszidproteint kódoló B646L szekvenciaváltozatai alapján 22 ASFV genotípusz különböztetnek meg I–től XXIII-ig. Valamennyi geotípus megtalálható Kelet- és Dél-Afrikában, míg Európában, Dél-Amerikában, a karibi térségben és Nyugat-Afrikában az I. genotípus terjedt el. A VIII. genotípus négy kelet-afrikai országra korlátozódik.

### Evolúció
A vírusnak nem ismertek közeli rokonai, az Asfivirus nemzetség, az Asfarviridae család, sőt az Asfuvirales rend egyetlen tagja.
A kórokozó feltehetően az Ornithodoros kullancsoktól szrámazik, amely az afrikai vaddisznók (erdei disznó, varacskos disznó, bojtosfülű disznó) parazitája. Ezekben a fajokban a fertőzés többnyire tünetmentesen zajlik. Genetikai bizonyítékok alapján a vírusfaj 1700 körül jött létre, a házi sertésekben pedig először 1907-ben észlelték a betegséget; ekkoriban az afrikai gyarmatokon (pl. Kenyában) jelentős sertéstenyésztés folyt.
Az afrikai sertéspestisvírus emberre vagy a sertéseken kívül más emlősállatra teljesen veszélytelen.

## Járványok

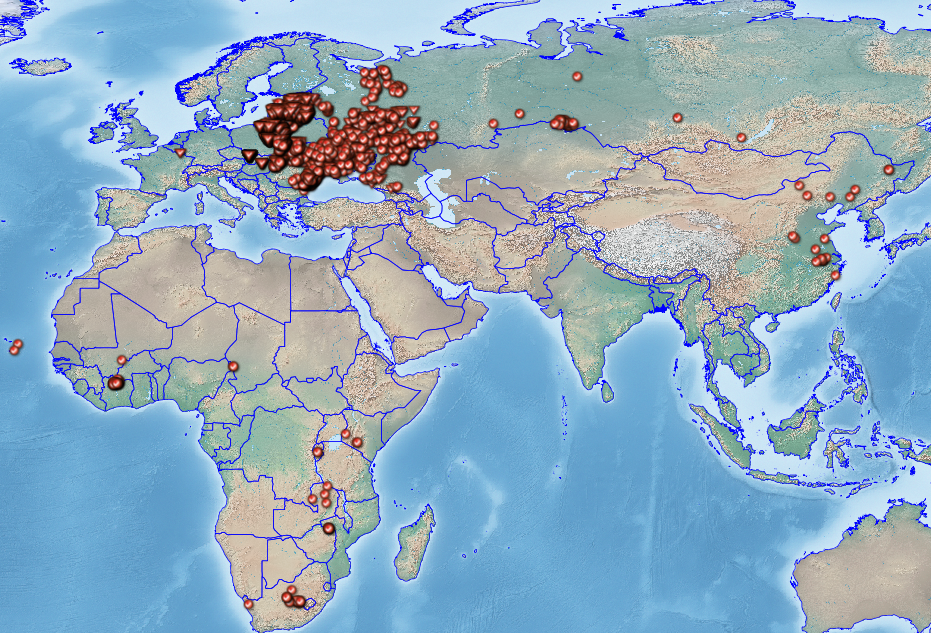
Az afrikai sertéspestis terjedése 2018-ban

Az afrikai sertéspestist először 1921-ben írták le Kenyában, de a tünetek alapján felismerték, hogy 1907-ben már pusztított egy hasonló járvány. A betegség 1957-ig nem került ki Afrikából, de ekkor megjelent Lisszabonban. Három évvel később újabb portugál esetekre került sor. A betegség sokáig az Ibériai-félszigeten maradt, csak néhány elszórt esetet jelentettek az 1980-as években Franciaországban, Belgiumban és néhány más európai országban. A kényszervágások szigorú végrehajtásával az 1990-es évek közepére Spanyolországban és Portugáliában sikerült kiirtani a fertőzéseket.
A vírus 1971-ben megjelent Kubában, de félmillió sertés leölésével sikerült megakadályozni az általános járványt.
2007-ben Grúziában kezdődött egy járvány, amely hamarosan átterjedt Örményország, Azerbajdzsán, Irán és Oroszország területére. Oroszországban az Észak-Kaukázusban átterjedt a vaddisznókra és ezt követően enedmikussá vált.
2012-ben a járvány átterjedt Ukrajnára, 2013-ban Belaruszra. 2014-ben megjelent Litvániában és Lengyelországba, majd Lettországban, 2015-ben pedig Észtországban is. Az ezt követő években a határozott ellenlépesek ellenére újból felütötte fejét a betegség a balti országokban.
Csehországban 2017 júniusában jelentették az első afrikai sertéspestises esetet; Romániában és Bulgáriában 2018-ban,
Magyarországon először 2018 áprilisában mutatták ki a kórokozót egy, a Mátrában talált elhullott vaddisznó teteméből. Szlovákiában 2019 júliusában jelent meg a járvány.
2018 szeptemberében a belgiumi vaddisznók között találtak sertéspestisest; feltételezések szerint a vadászok által Kelet-Európából importált vaddisznókkal hurcolták be a vírust. 2020 szeptemberében Németországban, a lengyel határ közelében egy elpusztult vaddisznó teteméből is kimutatták a kórokozót.
Kínában 2018 augusztusában mutatták ki először az afrikai sertéspestist. A szigorú intézkedések ellenére a járvány hamarosan elterjedt az országban, sőt átterjedt Kambodzsára Laoszra, Vietnamra és Thaiföldre is. A kínai sertésállomány százmillió egyeddel lecsökkent és ennek következtében Európában is sokéves csúcsra ugrott a sertéshús ára.

## Fordítás
- Ez a szócikk részben vagy egészben  az   African swine fever virus című angol Wikipédia-szócikk ezen változatának fordításán alapul.  Az eredeti cikk szerkesztőit annak laptörténete sorolja fel. Ez a jelzés csupán a megfogalmazás eredetét és a szerzői jogokat jelzi, nem szolgál a cikkben szereplő információk forrásmegjelöléseként.
- Ez a szócikk részben vagy egészben  az   Afrikanische Schweinepest című német Wikipédia-szócikk ezen változatának fordításán alapul.  Az eredeti cikk szerkesztőit annak laptörténete sorolja fel. Ez a jelzés csupán a megfogalmazás eredetét és a szerzői jogokat jelzi, nem szolgál a cikkben szereplő információk forrásmegjelöléseként.